# Kimber James
Kimber James, pseudonimo di Nikolle Colantuoni (Miami, 2 aprile 1988), è un'ex attrice pornografica statunitense. 
È una donna trans, ex attrice pornografica transessuale ed ex escort.
Nel 2010 ha vinto il premio AVN per Interprete Transessuale dell'Anno. Nel 2012 ha subito un intervento chirurgico di mutamento di sesso ed è tornata per l'industria dell'intrattenimento per adulti nel 2013 con il suo studio, Kimber James Productions.

## Carriera
La James ha iniziato la sua carriera nel settore porno come assistente della transessuale Gia Darling; ha quindi debuttato come interprete nel film Transsexual Babysitters 4. Nel 2008 è diventata la prima performer transessuale a firmare con l'agenzia LA Direct Models. Nel giugno 2009 si è esibita con una femmina per la prima volta, in una scena con Angelina Valentine. Nel maggio 2010 è apparsa in Maxim.
Dopo un periodo dedicato a alcune procedure mediche, nel 2012 James è tornata al timone del suo studio, Kimber James Productions. La sua prima produzione è stata Kimber James' Busty Adventures: Amsterdam, distribuita nel luglio 2013 dalla Pulse Distribution.

## Immagine
James è nata con la sindrome di Klinefelter e ha iniziato la transizione all'età di 12 anni. Con la sua altezza di 5 piedi e 3 pollici (1,60 m) e il fisico minuto è molto popolare tra gli appassionati.
Fino al 2012, Kimber era una transessuale pre-operatoria che aveva subito un trattamento ormonale e interventi chirurgici multipli per femminilizzare il suo corpo, compresi interventi chirurgici facciali e protesi mammarie, ma non aveva ancora subito un intervento chirurgico di riassegnazione del sesso completo, mantenendo i suoi genitali. Questo era in contrasto con le altre pornostar t-girl, come Mandy Mitchell, sottoposte a un orchiectomia e Danielle Foxxx che ha scelto di sottoporsi a un cambiamento completo di sesso e continuare nel settore. Nel 2012 James ha subito l'intervento chirurgico per la transizione definitiva.

## Apparizioni
Nel luglio 2014 James è apparsa nella serie di E! Channell Botched, a cui hanno collaborato i medici estetici Terry Dubrow e Paul Nassif: Kimber ha così potuto rimediare alle procedure chirurgiche precedenti, sostituendo al seno artificiale le protesi saline con due protesi al silicone; ha inoltre effettuato un ritocco al naso ed alla vagina per farla sembrare più naturale.

## Filmografia
- Transsexual Babysitters 4 (2007)
- Transsexual Babysitters 8 (2008)
- Buddy Wood's Kimber James (2008)
- Best of Transsexual Babysitters (2009)
- Club Kimber James: Transsexual Superstars (2009)
- She-Male Strokers 32 (2009)
- Not Married With Children XXX 1 (2009)
- Private Transsexual 1 (2009)
- Rogue Adventures 33 (2009)
- She Male Strokers 32 (2009)
- USA T-Girls (2009)
- Transsexual Babysitters 11 (2010)
- Bang My Tranny Ass 7 (2010)
- Interracial T-Girl Sex 1 (2010)
- Transsexual Superstars: Foxxy (2010)
- USA T-Girls 2 (2010)
- Transsexual Superstars: Vaniity (2011)
- TS Playground (2012)
- Kimber James' Busty Adventures: Amsterdam (2013)
- I Love Pussy 3 (2014)
- Strictly Pussy #2 (2015)

## Riconoscimenti
- AVN Awards
  - 2010 – Trans-sexual Performer of the Year[4]

Nomination
- 2011 AVN Award nominee – Transsexual Performer of the Year
- 2014 AVN Award nominee – Best Website